# Cầu Akashi-Kaikyō
Cầu Akashi-Kaikyō (明石海峡大橋 (Minh Thạch - Hải Hiệp đại kiều) Akashi Kaikyō Ō-hashi), còn còn có tên tiếng Anh là Pearl Bridge, là một cầu treo kiểu kết cấu dây võng ở Nhật Bản bắc qua vịnh Akashi; nối Maiko ở Kobe với Iwaya của đảo Awaji và là một phần trong tuyến đường cao tốc Honshu – Shikoku. Đây là cây cầu treo có nhịp dài nhất thế giới tại thời điểm đó; chiều dài nhịp chính là 1991m. Tổng chiều dài cầu là 3911m.
Trước khi cầu Akashi-Kaikyo được xây dựng, hành khách phải đi lại bằng phà qua eo biển Akashi. Tuyến đường giao thông thủy này thực sự rất nguy hiểm vì thường xuyên có những cơn bão. Năm 1955, hai chiếc phà đã bị chìm ở eo biển này trong một cơn bão, cướp đi sinh mạng của 168 đứa trẻ. Sự việc này đã thuyết phục chính phủ Nhật Bản có kế hoạch xây dựng một cây cầu treo qua eo biển này. Ban đầu người ta có kế hoạch xây dựng một cây cầu có cả đường sắt, nhưng khi dự án bắt đầu vào tháng 4 năm 1986 nó đã bị hạn chế xuống chỉ dành cho đường bộ với sáu làn xe. Trên thực tế, công việc xây dựng đã không được tiến hành cho đến tháng 5 năm 1988 và vào ngày 5 tháng 4 năm 1998 cây cầu đã được khánh thành. Eo biển Akashi là một tuyến đường thủy quốc tế nên cần phải có bề rộng thông thuyền là 1500m.

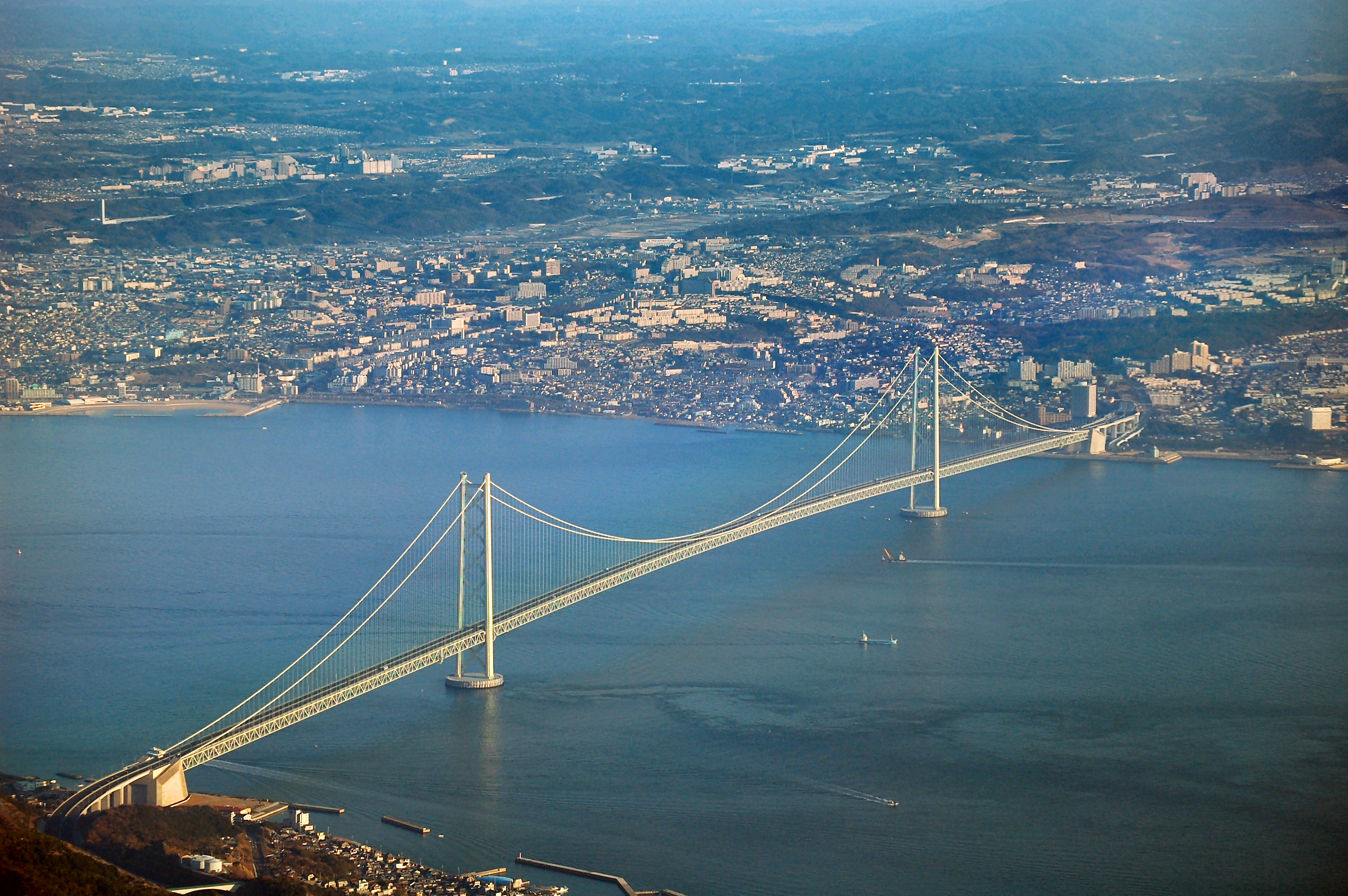
Cầu nhìn từ trên không

Cầu có tất cả ba nhịp. Nhịp chính dài 1991 mét, hai nhịp biên dài 960 mét. Tổng chiều dài cầu là 3911 m. Ban đầu nhịp chính của nó là 1990 m, tuy nhiên nó đã bị kéo dài ra thêm một mét trong trận động đất ở Kobe vào ngày 17 tháng 1 năm 1995. Cầu được thiết kế với 2 hệ thống dầm cứng có khớp nối cho phép chịu đựng được sức gió 286 km/h (178 mph), chịu được động đất cấp 8.5 theo thang Richter và sự va đập của dòng nước. Cây cầu này cũng được thiết kế làm việc như hệ thống cân bằng dạng con lắc để điều chỉnh các dao động thường xuyên chống lại các lực tác dụng lên nó. Hai tháp chính cầu cao 298m so với mực nước biển.
Tổng chi phí ước tính khoảng 500 tỷ Yên (≈5 tỷ Đôla Mỹ). Chi phí này dự tính sẽ được thu hồi bằng thu phí qua cầu. Tuy nhiên, lệ phí qua cầu là quá cao (2300 Yen hay 20 Đôla Mỹ). Trớ trêu thay tại thời điểm đó có rất ít tài xế sử dụng cây cầu đắt đỏ này, thay vì đó họ sử dụng nhũng chiếc phà chậm hơn và rẻ hơn.
Hai công viên cũng được xây dựng gần cây cầu để dành cho du khách, một ở Maiko (có cả một bảo tàng nhỏ) và một ở Asagiri. Người ta có thể tới đó bằng đường xe lửa dọc bờ biển.